# 悪人伝
『悪人伝』（あくにんでん、原題：악인전）は、2019年の韓国映画。2019年のカンヌ国際映画祭ミッドナイト・スクリーニング部⾨の正式上映作品。韓国での観客動員数は300万人を超え、パラマウント・ピクチャーズ配給、シルヴェスター・スタローンによるハリウッド・リメイクも決定している。

## ストーリー
韓国マフィア「ゼウス派」のボスであるドンス（マ・ドンソク）は何者かに襲撃されるが、一命を取り留める。敵対する組織の人間による犯行ではないと考えたドンスは手下の人間を動員し、犯人を探させる。一方、この襲撃が付近で多発する連続無差別殺人犯によるものだと考えた刑事テソク（キム・ムヨル）は、ドンス側の情報が必要だと考え、2人は反目しながらも手を取り合うことを決める。

## キャスト
※括弧内は日本語吹替
- チャン・ドンス：マ・ドンソク（小山力也）
- チョン・テソク：キム・ムヨル（上住谷崇）
- 殺人鬼(カン・ギョンホ)：キム・ソンギュ（宮崎遊）
- チェ・ソジン：キム・ギュリ（英語版）(熊谷海麗)
- アン・ホボン班長：ユ・スンモク（大下昌之）
- クォン・オソン：チェ・ミンチョル（大泊貴揮）
- ペ・スノ刑事：キム・ユンソン　(伊藤有希)